# Diagramma di Coxeter-Dynkin

Diagrammi di Coxeter-Dynkin per i gruppi di Coxeter finiti fondamentali

Diagrammi di Coxeter-Dynkin per i gruppi di Coxeter affini fondamentali

In geometria, un diagramma di Coxeter-Dynkin (talvolta chiamato anche diagramma di Coxeter o grafo di Coxeter) è un grafo rappresentante un gruppo di Coxeter, avente gli archi etichettati con numeri che rappresentano le relazioni spaziali tra un insieme di iperpiani riflettenti, detti specchi. Tale diagramma descrive di fatto una costruzione caleidoscopica dove ogni nodo del grafo rappresenta uno specchio (ossia una facet del dominio) e l'etichetta posta su un arco rappresenta l'ampiezza dell'angolo diedro formato da due specchi, e in particolare il valore per cui tale ampiezza deve essere moltiplicata per arrivare al valore di 180°. Un arco privo di etichetta rappresenta per definizione l'esistenza di un angolo di 60° tra i due specchi rappresentati dai nodi da lui connessi, mentre due nodi adiacenti non connessi da alcun arco implicano l'esistenza di un angolo di 90° tra i due specchi che essi rappresentano.
I diagrammi di Dynkin sono fortemente correlati ai diagrammi di Coxeter-Dynkin, da cui differiscono per pochi aspetti: innanzitutto i diagrammi di Coxeter-Dynkin sono grafi non orientati, mentre nei diagrammi di Dynkin gli archi etichettati con un numero maggiore o uguale a 4 sono orientati, inoltre i diagrammi di Dynkin devono soddisfare un'ulteriore restrizione, ossia che le uniche etichette possibili per i loro archi sono 2, 3, 4 e 6.

## Descrizione
Gli archi di un diagramma di Coxeter-Dynkin sono etichettati con un numero razionale p, per cui l'angolo diedro tra i due specchi rappresentati dai due nodi connessi dall'arco è pari a 180°/p. Nel caso in cui p sia uguale a 2 e quindi in cui l'ampiezza del suddetto angolo sia pari a 90°, allora gli specchi non hanno interazione e l'arco può essere omesso dal diagramma. Se un arco è invece privo di etichetta, allora si assume che p sia uguale a 3 e quindi che l'ampiezza dell'angolo sia pari a 60°. Due specchi paralleli sono rappresentati da due nodi connessi da un arco etichettato con "∞". In teoria, n specchi possono essere rappresentati da un grafo completo in cui sono disegnati tutti gli n(n − 1) / 2 archi. In pratica, quasi tutte le configurazioni significative di specchi includono casi in cui sono presenti specchi disposti ad angolo retto, così che gli archi del diagramma a loro corrispondenti sono omessi.
I diagrammi possono essere classificati in base alla loro struttura. Le prime forme studiate da Ludwig Schläfli, detti "ortoschemi", sono grafi lineari che rappresentano politopi e tassellature spaziali regolari; i "plagioschemi" sono invece simplessi rappresentati da grafi ramificati e i "cicloschemi" sono simplessi rappresentati da grafi ciclici.

## Matrice di Schläfli
Ogni diagramma di Coxeter-Dynkin ha una matrice di Schläfli corrispondente avente elementi ai,j = aj,i = -2cos (π / p), dove p è l'ordine dell'arco che unisce una coppia di specchi. Essendo i loro vettori radice normalizzati, tutte le matrici di Schläfli dei gruppi di Coxeter sono simmetriche. Tali matrici, che risultano essere matrici di Gram, sono strettamente correlate alle matrici di Cartan, usate nei diagrammi di Dynkin nei casi limitati a valori di p pari a 2, 3, 4 e 6, le quali generalmente non sono mai simmetriche.
Il determinante della matrice di Schläfli e il suo segno determinano se il gruppo sia finito (valore positivo), affine (valore pari a zero) o indefinito (valore negativo), mentre i suoi autovalori determinano se il gruppo di Coxeter è di tipo finito (tutti autovalori positivi), detto anche "ellittico", di tipo affine (tutti autovalori non-negativi, con almeno uno pari a zero), detto anche "parabolico", o di tipo indefinito (tutti gli altri casi). Talvolta, in letteratura, all'interno dei gruppi di tipo indefinito si individuano dei gruppi di Coxeter definiti "iperbolici", tuttavia non esiste una definizione universalmente accettata per definire un gruppo come iperbolico. In questa voce si utilizza la definizione per cui un gruppo di Coxeter con un diagramma connesso è iperbolico se non è né di tipo finito, né di tipo affine, ma ogni sottodiagramma connesso è di tipo finito o affine. Ogni gruppo di Coxeter iperbolico, detto anche "gruppo di Lannér", così definito è poi definito anche "compatto" se tutti i suoi sottogruppi sono finiti (vale a dire le matrici a essi corrispondenti hanno tutte determinante positivo) o "paracompatto" (o "di Koszul") se tutti i suoi sottogruppi sono finiti o affini.

### Gruppi di Coxeter di rango 2
Il tipo dei gruppi di Coxeter di rango 2 è pienamente determinato dal determinante della matrice di Schläfli, che è dato dal semplice prodotto degli autovalori, e risulta quindi finito, se il determinante è positivo, affine, se è pari a zero, o iperbolico, se è negativo. Come sostituto dei diagrammi nodo-arco, Coxeter sviluppò una notazione equivalente, detta appunto notazione di Coxeter, nella quale viene enumerata la sequenza degli ordini degli archi. Esistono anche ordini del tipo [p/q], , con massimo comun divisore (p,q)=1, che definiscono domini fondamentali che si sovrappongono, ad esempio: 3/2, 4/3, 5/2, 5/3, 5/4 e 6/5.
| Tipo | Finito | Finito | Finito | Finito | Finito | Affine | Iperbolico | Iperbolico |
| --- | ------ | ------ | ------ | ------ | ------ | ------ | ---------- | ---------- |
| Geometria |        |        |        |        | ...    |        |            |            |
| Coxeter | · [ ]  | · [2]  | · [3]  | · [4]  | · [p]  | · [∞]  | · [∞]      | · [iπ/λ]   |
| Ordine | 2      | 4      | 6      | 8      | 2p     | ∞      | ∞          | ∞          |
| Le linee dello specchio sono colorate in corrispondenza dei nodi del diagramma di Coxeter. I domini fondamentali sono colorati in modo alternato. |        |        |        |        |        |        |            |            |

| 2                             | I2(2) = A1xA1                                                               |  | [2]    | {\displaystyle \left[{\begin{smallmatrix}2&0\\0&2\end{smallmatrix}}\right]}                                                       | 4                                                |
| 3                             | I2(3) = A2                                                                  |  | [3]    | {\displaystyle \left[{\begin{smallmatrix}2&-1\\-1&2\end{smallmatrix}}\right]}                                                     | 3                                                |
| 3/2                           |                                                                             |  | [3/2]  | {\displaystyle \left[{\begin{smallmatrix}2&1\\1&2\end{smallmatrix}}\right]}                                                       | 3                                                |
| 4                             | I2(4) = B2                                                                  |  | [4]    | {\displaystyle \left[{\begin{smallmatrix}2&-{\sqrt {2}}\\-{\sqrt {2}}&2\end{smallmatrix}}\right]}                                 | 2                                                |
| 4/3                           |                                                                             |  | [4/3]  | {\displaystyle \left[{\begin{smallmatrix}2&{\sqrt {2}}\\{\sqrt {2}}&2\end{smallmatrix}}\right]}                                   | 2                                                |
| 5                             | I2(5) = H2                                                                  |  | [5]    | {\displaystyle \left[{\begin{smallmatrix}2&-\phi \\-\phi &2\end{smallmatrix}}\right]}                                             | {\displaystyle (5-{\sqrt {5}})/2} ~1,38196601125 |
| 5/4                           |                                                                             |  | [5/4]  | {\displaystyle \left[{\begin{smallmatrix}2&\phi \\\phi &2\end{smallmatrix}}\right]}                                               | {\displaystyle (5-{\sqrt {5}})/2} ~1,38196601125 |
| 5/2                           |                                                                             |  | [5/2]  | {\displaystyle \left[{\begin{smallmatrix}2&1-\phi \\1-\phi &2\end{smallmatrix}}\right]}                                           | {\displaystyle (5+{\sqrt {5}})/2} ~3,61803398875 |
| 5/3                           |                                                                             |  | [5/3]  | {\displaystyle \left[{\begin{smallmatrix}2&\phi -1\\\phi -1&2\end{smallmatrix}}\right]}                                           | {\displaystyle (5+{\sqrt {5}})/2} ~3,61803398875 |
| 6                             | I2(6) = G2                                                                  |  | [6]    | {\displaystyle \left[{\begin{smallmatrix}2&-{\sqrt {3}}\\-{\sqrt {3}}&2\end{smallmatrix}}\right]}                                 | 1                                                |
| 6/5                           |                                                                             |  | [6/5]  | {\displaystyle \left[{\begin{smallmatrix}2&{\sqrt {3}}\\{\sqrt {3}}&2\end{smallmatrix}}\right]}                                   | 1                                                |
| 8                             | I2(8)                                                                       |  | [8]    | {\displaystyle \left[{\begin{smallmatrix}2&-{\sqrt {2+{\sqrt {2}}}}\\-{\sqrt {2+{\sqrt {2}}}}&2\end{smallmatrix}}\right]}         | {\displaystyle 2-{\sqrt {2}}} ~0,58578643763     |
| 10                            | I2(10)                                                                      |  | [10]   | {\displaystyle \left[{\begin{smallmatrix}2&-{\sqrt {(5+{\sqrt {5}})/2}}\\-{\sqrt {(5+{\sqrt {5}})/2}}&2\end{smallmatrix}}\right]} | {\displaystyle (3-{\sqrt {5}})/2} ~0,38196601125 |
| 12                            | I2(12)                                                                      |  | [12]   | {\displaystyle \left[{\begin{smallmatrix}2&-{\sqrt {2+{\sqrt {3}}}}\\-{\sqrt {2+{\sqrt {3}}}}&2\end{smallmatrix}}\right]}         | {\displaystyle 2-{\sqrt {3}}} ~0,26794919243     |
| p                             | I2(p)                                                                       |  | [p]    | {\displaystyle \left[{\begin{smallmatrix}2&-2\cos(\pi /p)\\-2\cos(\pi /p)&2\end{smallmatrix}}\right]}                             | {\displaystyle 4\sin ^{2}(\pi /p)}               |
| Affine (Determinante = 0)     |                                                                             |  |        | |                                                  |
| ∞                             | I2(∞) = {\displaystyle {\tilde {I}}_{1}} = {\displaystyle {\tilde {A}}_{1}} |  | [∞]    | {\displaystyle \left[{\begin{smallmatrix}2&-2\\-2&2\end{smallmatrix}}\right]}                                                     | 0                                                |
| Iperbolico (Determinante ≤ 0) |                                                                             |  |        | |                                                  |
| ∞                             |                                                                             |  | [∞]    | {\displaystyle \left[{\begin{smallmatrix}2&-2\\-2&2\end{smallmatrix}}\right]}                                                     | 0                                                |
| ∞                             |                                                                             |  | [iπ/λ] | {\displaystyle \left[{\begin{smallmatrix}2&-2\cosh(2\lambda )\\-2\cosh(2\lambda )&2\end{smallmatrix}}\right]}                     | {\displaystyle -4\sinh ^{2}(2\lambda )\leq 0}    |

### Visualizzazioni geometriche
Un diagramma di Coxeter-Dynkin può essere visto come la descrizione grafica di un dominio fondamentale di specchi, dove ogni specchio rappresenta un iperpiano all'interno di un dato spazio sferico, euclideo o iperbolico.
Le seguenti visualizzazioni mostrano i domini fondamentali per gruppi euclidei bi- e tridimensionali e per gruppi sferici bidimensionali. Per ognuno di essi, il diagramma di Coxeter può essere ricavato identificando gli iperpiani-specchio e calcolando le loro connessioni, ricordando di ignorare gli angoli diedri di 90° tra due specchi.
| I gruppi di Coxeter nel piano euclideo con i loro diagrammi corrispondenti. Le riflessioni sono indicate come nodi di grafo R1, R2, ecc., colorati in base al grado di riflessione. Essendo inattive, le riflessioni a 90° non sono indicate nel diagramma, mentre gli specchi paralleli sono connessi da un ramo etichettato con ∞. Il gruppo prismatico {\displaystyle {\tilde {I}}_{1}}x{\displaystyle {\tilde {I}}_{1}} è mostrato come raddoppiamento del {\displaystyle {\tilde {C}}_{2}}, ma può anche essere ottenuto come dominio rettangolare raddoppiando i triangoli {\displaystyle {\tilde {G}}_{2}}. Il {\displaystyle {\tilde {A}}_{2}} è un raddoppiamento del triangolo {\displaystyle {\tilde {G}}_{2}}. | |
| Molti gruppi di Coxeter nel piano iperbolico possono essere ottenuti estendendo i casi del piano euclideo come serie di soluzioni iperboliche. | |
| Gruppi di Coxeter in uno spazio tridimensionale con i relativi diagrammi. Le facce triangolari, che fungono da specchi, sono etichettate dal loro vertice opposto 0, ..., 3. Gli archi sono colorati a seconda del loro grado di riflessione. {\displaystyle {\tilde {C}}_{3}} riempie 1/48 di un cubo. {\displaystyle {\tilde {B}}_{3}} riempie 1/24 di un cubo. {\displaystyle {\tilde {A}}_{3}} riempie 1/12 di un cubo. | Gruppi di Coxeter in uno spazio tridimensionale con i relativi diagrammi. Si vede, evidenziato in giallo, un dominio fondamentale, i cui vertici sono colorati a seconda del loro grado di riflessione. |

## Gruppi di Coxeter finiti
- Per gli stessi gruppi sono date tre diverse rappresentazioni: come numero/lettera, come un insieme di numeri con parentesi, come un diagramma di Coxeter-Dynkin.
- I gruppi biforcati Dn sono versioni "alternate" o "a metà" dei gruppi regolari Cn.
- I gruppi biforcati Dn ed En sono etichettati con un apice di forma [3a,b,c] dove a, b e c sono i numeri dei segmenti di ognuno dei 3 rami del grafo.

| Rango | Gruppi semplici di Lie   | Gruppi semplici di Lie   | Gruppi semplici di Lie   | Gruppi eccezionali di Lie | Gruppi eccezionali di Lie | Gruppi eccezionali di Lie |                           |                            |
| Rango | {\displaystyle {A}_{1+}} | {\displaystyle {B}_{2+}} | {\displaystyle {D}_{2+}} | {\displaystyle {E}_{3-8}} | {\displaystyle {F}_{3-4}} | {\displaystyle {G}_{2}}   | {\displaystyle {H}_{2-4}} | {\displaystyle {I}_{2}(p)} |
| ----- | ------------------------ | ------------------------ | ------------------------ | ------------------------- | ------------------------- | ------------------------- | ------------------------- | -------------------------- |
| 1     | A1=[ ] ·                 |                          |                          |                           |                           |                           |                           |                            |
| 2     | A2=[3] ·                 | B2=[4] ·                 | D2=A1A1 ·                |                           |                           | G2=[6] ·                  | H2=[5] ·                  | I2[p] ·                    |
| 3     | A3=[32] ·                | B3=[3,4] ·               | D3=A3 ·                  | E3=A2A1 ·                 | F3=B3 ·                   |                           | H3 ·                      |                            |
| 4     | A4=[33] ·                | B4=[32,4] ·              | D4=[31,1,1] ·            | E4=A4 ·                   | F4 ·                      | H4 ·                      |                           |                            |
| 5     | A5=[34] ·                | B5=[33,4] ·              | D5=[32,1,1] ·            | E5=D5 ·                   |                           |                           |                           |                            |
| 6     | A6=[35] ·                | B6=[34,4] ·              | D6=[33,1,1] ·            | E6=[32,2,1] ·             |                           |                           |                           |                            |
| 7     | A7=[36] ·                | B7=[35,4] ·              | D7=[34,1,1] ·            | E7=[33,2,1] ·             |                           |                           |                           |                            |
| 8     | A8=[37] ·                | B8=[36,4] ·              | D8=[35,1,1] ·            | E8=[34,2,1] ·             |                           |                           |                           |                            |
| 9     | A9=[38] ·                | B9=[37,4] ·              | D9=[36,1,1] ·            |                           |                           |                           |                           |                            |
| 10+   | ..                       | ..                       | ..                       | ..                        |                           |                           |                           |                            |

## Applicazione ai politopi uniformi
| Nella costruzione di politopi uniformi, i nodi sono indicati come "attivi" dalla presenza di un anello se il punto generatore è lontano dallo specchio, portando così alla generazione di un nuovo spigolo tra il punto stesso e la sua immagine riflessa. Un nodo privo di anello rappresenta invece uno specchio inattivo che non genera alcun nuovo punto. Un anello privo di nodo al suo interno è invece definito "buco". | · Due specchi ortogonali possono essere utilizzati per generare un quadrato, , mostrato qui con un punto generatore rosso e 3 sue copie virtuali attorno agli specchi. In questo caso, per generare un punto interno ai due specchi ortogonali è necessario che il punto generatore sia lontano da entrambi gli specchi. La presenza dell'anello fa supporre che il punto generatore abbia una certa distanza da entrambi gli specchi, e che quindi la figura generata sia un quadrato, nel caso in cui tale distanza sia la stessa, o un rettangolo, che rappresentare una soluzione non uniforme di un simile diagramma. |

I diagrammi di Coxeter-Dynkin possono esplicitamente enumerare quasi tutte le classi esistenti di politopi e tassellature uniformi. Ogni politopo uniforme, tranne quei pochi aventi una pura simmetria riflessiva, può infatti essere rappresentato da un diagramma di Coxeter-Dynkin grazie alla permutazione di alcuni indicatori ed essere generato utilizzando gli specchi e un singolo punto generatore: le immagini riflesse costituiscono infatti nuovi punti che possono essere a loro volta riflessi, portando alla generazione di tutti gli spigoli di un politopo, i quali, a loro volta riflessi, portano alla generazione delle facce. La forma finale, o comunque ogni altra facet di dimensione superiore, è poi ottenuta dalla riflessione delle facce.
Per specificare quale sia il vertice generatore, uno o più nodi sono circondati con anelli, a significare che il vertice non è sullo specchio (o sugli specchi) rappresentato da tale nodo (o nodi). In pratica, se due o più specchi sono rappresentati da nodi anellati, significa che il vertice generatore è distante da entrambi, anche se non necessariamente alla stessa distanza. Uno specchio è definito "attivo", ossia crea riflessioni, solamente di punti non direttamente posti sopra di esso, ciò implica che un diagramma necessiti di almeno un nodo attivo per poter rappresentare un politopo. Un diagramma sconnesso, ossia i cui sottogruppi siano separati da archi di ordine 2, a indicare specchi ortogonali, richiedono almeno un nodo attivo in ogni sottografo.
Tutti i politopi regolari, rappresentati in notazione di Schläfli come {{\displaystyle p,q,r,...}}, possono avere i loro domini fondamentali rappresentati da un insieme di n specchi con un relativo diagramma di Coxeter-Dynkin costituito da una serie di nodi e archi etichettati come {\displaystyle p,q,r,...,} con il primo nodo circondato da un anello.
La rappresentazione di politopi uniformi con un diagramma di Coxeter-Dynkin avente un solo nodo con anello implica che i loro punti generatori siano agli angoli del dominio fondamentale. La presenza di due anelli implica che il punto generatore è su uno degli spigoli del simplesso del dominio fondamentale, con la posizione a metà dello spigolo che rappresenta l'unica possibile per ottenere un politopo con spigoli di uguale lunghezza. In generale, la presenza di k nodi con anello implica che il punto generatore è sulla (k-1)-facet del simplesso del dominio fondamentale e, se tutti i nodi sono dotati di anello, allora il punto generatore è all'interno del simplesso.
Il caso speciale di politopi uniformi con simmetria non speculare è rappresentato da un anello vuoto, chiamato "buco" o "lacuna". Tali politopi, creati attraverso l'eliminazione alternata di vertici da un altro politopo, ad esempio un tetraedro così creato a partire da un cubo, hanno una sottosimmetria del gruppo di Coxeter del politopo originario.
In definitiva:
- Un nodo unico rappresenta un unico specchio, e ciò è chiamato gruppo A1. La presenza di un anello attorno al nodo sta a rappresentare la presenza di un segmento perpendicolare allo specchio, rappresentato come {}.
- Due nodi separati rappresentano due specchi perpendicolari. Se entrambi i nodi sono dotati di anello, allora essi possono rappresentare un rettangolo o, se il punto generatore è equidistante dai due specchi, un quadrato.
- Due nodi attaccati di un arco di ordine n possono rappresentare un n-gono se il punto generatore giace su uno degli specchi, o un 2n-gono se il punto è lontano da entrambi gli specchi rappresentati dai nodi. Questi casi costituiscono il gruppo I1(n).
- Due specchi paralleli possono rappresentare un poligono infinito ed il gruppo I1(∞), chiamato anche Ĩ1.
- Tre specchi possono generare poliedri uniformi.
- Tre specchi di cui uno perpendicolare agli altri due possono generare prismi uniformi.

| In un qualunque triangolo sono possibili 7 costruzioni speculari uniformi basate su 7 diverse posizioni del punto generatore nel dominio fondamentale. Ogni specchio attivo genera un bordo, con il numero di specchi attivi che sale a due se il punto generatore giace su un bordo del dominio fondamentale, e a tre se il punto generatore giace all'interno del dominio fondamentale. | Poliedri generati dalle 7 diverse posizioni del punto generatore viste nella figura di sinistra, su un dominio fondamentale triangolare (4 3 2), con un'ottava forma, la camusa, generata tramite un'alternazione. |

Talvolta i politopi duali dei politopi uniformi sono rappresentati con una barra verticale al posto dell'anello. Ad esempio, mentre  rappresenta un rettangolo (lo si vede dai due specchi ortogonali attivi),  rappresenta il suo duale, ossia un rombo.

### Esempi di poliedri e tassellature
Il gruppo di Coxeter B3 è rappresentato dal diagramma: .
Esistono 7 poliedri uniformi convessi che possono essere costruiti a partire da questo gruppo di simmetria e 3 dalle sue sottosimmetrie, ognuno dei quali è rappresentato da un diagramma di Coxeter-Dynkin unico. La notazione di Wythoff costituisce un caso speciale del diagramma di Coxeter per grafi di grado 3, in cui vengono rappresentati gli ordini di tutti gli archi del grafo, invece che tralasciare quello degli archi di ordine 2.
| Poliedri ottaedrici uniformi | Poliedri ottaedrici uniformi | Poliedri ottaedrici uniformi | Poliedri ottaedrici uniformi | Poliedri ottaedrici uniformi | Poliedri ottaedrici uniformi | Poliedri ottaedrici uniformi | Poliedri ottaedrici uniformi | Poliedri ottaedrici uniformi | Poliedri ottaedrici uniformi | Poliedri ottaedrici uniformi |
| Simmetria: [4,3], (*432)     | Simmetria: [4,3], (*432)     | Simmetria: [4,3], (*432)     | Simmetria: [4,3], (*432)     | Simmetria: [4,3], (*432)     | Simmetria: [4,3], (*432)     | Simmetria: [4,3], (*432)     | [4,3]+ (432)                 | [1+,4,3] = [3,3] (*332)      | [1+,4,3] = [3,3] (*332)      | [3+,4] (3*2)                 |
| ---------------------------- | ---------------------------- | ---------------------------- | ---------------------------- | ---------------------------- | ---------------------------- | ---------------------------- | ---------------------------- | ---------------------------- | ---------------------------- | ---------------------------- |
| {4,3}                        | t{4,3}                       | r{4,3} r{31,1}               | t{3,4} t{31,1}               | {3,4} {31,1}                 | rr{4,3} s2{3,4}              | tr{4,3}                      | sr{4,3}                      | h{4,3} {3,3}                 | h2{4,3} t{3,3}               | s{3,4} s{31,1}               |
|                              |                              |                              |                              |                              |                              |                              |                              |                              |                              |                              |
|                              |                              | · =                          | · =                          | · =                          |                              |                              |                              | = · or                       | = · or                       | = ·                          |
|                              |                              |                              |                              |                              |                              |                              |                              |                              |                              |                              |
| Duals to uniform polyhedra   |                              |                              |                              |                              |                              |                              |                              |                              |                              |                              |
| V43                          | V3.82                        | V(3.4)2                      | V4.62                        | V34                          | V3.43                        | V4.6.8                       | V34.4                        | V33                          | V3.62                        | V35                          |
|                              |                              |                              |                              |                              |                              |                              |                              |                              |                              |                              |
|                              |                              |                              |                              |                              |                              |                              |                              |                              |                              |                              |
|                              |                              |                              |                              |                              |                              |                              |                              |                              |                              |                              |

Le stesse costruzioni possono essere condotte su gruppi di Coxeter disgiunti, come i prismi uniformi e possono essere visualizzate più chiaramente come tassellature diedriche e osoedriche di una sfera, come quella della famiglia [6]×[] o [6,2]:
|       |        |        |        |       |         |         |          |          |
|       |        |        |        |       |         |         |          |          |
| {6,2} | t{6,2} | r{6,2} | t{2,6} | {2,6} | rr{6,2} | tr{6,2} | sr{6,2}  | s{2,6}   |
| Duali |        |        |        |       |         |         |          |          |
|       |        |        |        |       |         |         |          |          |
| V62   | V122   | V62    | V4.4.6 | V26   | V4.4.6  | V4.4.12 | V3.3.3.6 | V3.3.3.3 |

In confronto, la famiglia [6,3], , produce un insieme di 7 tassellature uniformi sul piano euclideo, con le loro duali, a cui se ne aggiungono altre 3 risultanti da alternazioni e alcune versioni con simmetria dimezzata.
| Tassellature esagonali/triangolari uniformi | Tassellature esagonali/triangolari uniformi | Tassellature esagonali/triangolari uniformi | Tassellature esagonali/triangolari uniformi | Tassellature esagonali/triangolari uniformi | Tassellature esagonali/triangolari uniformi | Tassellature esagonali/triangolari uniformi | Tassellature esagonali/triangolari uniformi | Tassellature esagonali/triangolari uniformi | Tassellature esagonali/triangolari uniformi | Tassellature esagonali/triangolari uniformi | Tassellature esagonali/triangolari uniformi |
| Simmetria: [6,3], (*632)                    | Simmetria: [6,3], (*632)                    | Simmetria: [6,3], (*632)                    | Simmetria: [6,3], (*632)                    | Simmetria: [6,3], (*632)                    | Simmetria: [6,3], (*632)                    | Simmetria: [6,3], (*632)                    | [6,3]+ (632)                                | [6,3+] (3*3)                                |                                             |                                             |                                             |
| ------------------------------------------- | ------------------------------------------- | ------------------------------------------- | ------------------------------------------- | ------------------------------------------- | ------------------------------------------- | ------------------------------------------- | ------------------------------------------- | ------------------------------------------- | ------------------------------------------- | ------------------------------------------- | ------------------------------------------- |
| {6,3}                                       | t{6,3}                                      | r{6,3}                                      | t{3,6}                                      | {3,6}                                       | rr{6,3}                                     | tr{6,3}                                     | sr{6,3}                                     | s{3,6}                                      |                                             |                                             |                                             |
|                                             |                                             |                                             |                                             |                                             |                                             |                                             |                                             |                                             |                                             |                                             |                                             |
|                                             |                                             |                                             |                                             |                                             |                                             |                                             |                                             |                                             |                                             |                                             |                                             |
| 63                                          | 3.122                                       | (3.6)2                                      | 6.6.6                                       | 36                                          | 3.4.6.4                                     | 4.6.12                                      | 3.3.3.3.6                                   | 3.3.3.3.3.3                                 |                                             |                                             |                                             |
| Duali                                       |                                             |                                             |                                             |                                             |                                             |                                             |                                             |                                             |                                             |                                             |                                             |
|                                             |                                             |                                             |                                             |                                             |                                             |                                             |                                             |                                             |                                             |                                             |                                             |
| V63                                         | V3.122                                      | V(3.6)2                                     | V63                                         | V36                                         | V3.4.6.4                                    | V.4.6.12                                    | V34.6                                       | V36                                         |                                             |                                             |                                             |

Nel piano iperbolico la famiglia [7,3], , genera un insieme di tassellature uniformi e loro duali, a cui se ne aggiunge solo una risultante dalle alternazioni, poiché tutti gli archi hanno ordine dispari.
| Tassellature ettagonali/triangolari uniformi | Tassellature ettagonali/triangolari uniformi | Tassellature ettagonali/triangolari uniformi | Tassellature ettagonali/triangolari uniformi | Tassellature ettagonali/triangolari uniformi | Tassellature ettagonali/triangolari uniformi | Tassellature ettagonali/triangolari uniformi | Tassellature ettagonali/triangolari uniformi | Tassellature ettagonali/triangolari uniformi | Tassellature ettagonali/triangolari uniformi | Tassellature ettagonali/triangolari uniformi | Tassellature ettagonali/triangolari uniformi |
| Simmetria: [7,3], (*732)                     | Simmetria: [7,3], (*732)                     | Simmetria: [7,3], (*732)                     | Simmetria: [7,3], (*732)                     | Simmetria: [7,3], (*732)                     | Simmetria: [7,3], (*732)                     | Simmetria: [7,3], (*732)                     | [7,3]+, (732)                                |                                              |                                              |                                              |                                              |
| -------------------------------------------- | -------------------------------------------- | -------------------------------------------- | -------------------------------------------- | -------------------------------------------- | -------------------------------------------- | -------------------------------------------- | -------------------------------------------- | -------------------------------------------- | -------------------------------------------- | -------------------------------------------- | -------------------------------------------- |
|                                              |                                              |                                              |                                              |                                              |                                              |                                              |                                              |                                              |                                              |                                              |                                              |
| {7,3}                                        | t{7,3}                                       | r{7,3}                                       | t{3,7}                                       | {3,7}                                        | rr{7,3}                                      | tr{7,3}                                      | sr{7,3}                                      |                                              |                                              |                                              |                                              |
| Duali                                        |                                              |                                              |                                              |                                              |                                              |                                              |                                              |                                              |                                              |                                              |                                              |
|                                              |                                              |                                              |                                              |                                              |                                              |                                              |                                              |                                              |                                              |                                              |                                              |
|                                              |                                              |                                              |                                              |                                              |                                              |                                              |                                              |                                              |                                              |                                              |                                              |
| V73                                          | V3.14.14                                     | V3.7.3.7                                     | V6.6.7                                       | V37                                          | V3.4.7.4                                     | V4.6.14                                      | V3.3.3.3.7                                   |                                              |                                              |                                              |                                              |

## Gruppi di Coxeter affini
Le famiglie di tassellature euclidee uniformi convesse sono definite dai gruppi affini di Coxeter, i quali sono identici ai gruppi finiti con l'inclusione di un nodo aggiuntivo e sono indicati con le stesse lettere sovrastate però da una "~". L'indice si riferisce al gruppo finito, quindi il rango del gruppo è pari all'indice più 1. Nella tabella sottostante vengono riportati anche i simboli di Ernst Witt per i gruppi affini.
1. {\displaystyle {\tilde {A}}_{n-1}}: i diagrammi di questo tipo sono ciclici. (Come anche Pn)
2. {\displaystyle {\tilde {C}}_{n-1}} è associato con la famiglia di tassellature ipercubiche regolari {\displaystyle (4,3,...,4)}. (Come anche Rn)
3. {\displaystyle {\tilde {B}}_{n-1}} correlato  C dalla rimozione di uno specchio. (Come anche Sn)
4. {\displaystyle {\tilde {D}}_{n-1}} correlato a C dalla rimozione di due specchi. (Come anche Qn)
5. {\displaystyle {\tilde {E}}_{6}}, {\displaystyle {\tilde {E}}_{7}}, {\displaystyle {\tilde {E}}_{8}}. (Anche T7, T8, T9)
6. {\displaystyle {\tilde {F}}_{4}} forma la tassellatura regolare {3, 4, 3, 3}. (Come anche U5)
7. {\displaystyle {\tilde {G}}_{2}} forma i domini fondamentali triangolari 30-60-90. (Come anche V3)
8. {\displaystyle {\tilde {I}}_{1}} sono due specchi paralleli. ({\displaystyle {}={\tilde {A}}_{1}={\tilde {C}}_{1}}) (Come anche W2)

| Rango | {\displaystyle {\tilde {A}}_{1+}} (P2+)      | {\displaystyle {\tilde {B}}_{3+}} (S4+)          | {\displaystyle {\tilde {C}}_{1+}} (R2+)       | {\displaystyle {\tilde {D}}_{4+}} (Q5+)                                               | {\displaystyle {\tilde {E}}_{n}(T_{n+1})/{\tilde {F}}_{4}(U_{5})/{\tilde {G}}_{2}\,(V_{3})} |
| ----- | -------------------------------------------- | ------------------------------------------------ | --------------------------------------------- | ------------------------------------------------------------------------------------- | ------------------------------------------------------------------------------------------- |
| 2     | {\displaystyle {\tilde {A}}_{1}}=[∞] ·       |                                                  | {\displaystyle {\tilde {C}}_{1}}=[∞] ·        |                                                                                       |                                                                                             |
| 3     | {\displaystyle {\tilde {A}}_{2}}=[3[3]] · *  | {\displaystyle {\tilde {C}}_{2}}=[4,4] · *       | {\displaystyle {\tilde {G}}_{2}}=[6,3] · *    |                                                                                       |                                                                                             |
| 4     | {\displaystyle {\tilde {A}}_{3}}=[3[4]] · *  | {\displaystyle {\tilde {B}}_{3}}=[4,31,1] · *    | {\displaystyle {\tilde {C}}_{3}}=[4,3,4] · *  | {\displaystyle {\tilde {D}}_{3}}=[31,1,3−1,31,1] · = {\displaystyle {\tilde {A}}_{3}} |                                                                                             |
| 5     | {\displaystyle {\tilde {A}}_{4}}=[3[5]] · *  | {\displaystyle {\tilde {B}}_{4}}=[4,3,31,1] · *  | {\displaystyle {\tilde {C}}_{4}}=[4,32,4] · * | {\displaystyle {\tilde {D}}_{4}}=[31,1,1,1] · *                                       | {\displaystyle {\tilde {F}}_{4}}=[3,4,3,3] · *                                              |
| 6     | {\displaystyle {\tilde {A}}_{5}}=[3[6]] · *  | {\displaystyle {\tilde {B}}_{5}}=[4,32,31,1] · * | {\displaystyle {\tilde {C}}_{5}}=[4,33,4] · * | {\displaystyle {\tilde {D}}_{5}}=[31,1,3,31,1] · *                                    |                                                                                             |
| 7     | {\displaystyle {\tilde {A}}_{6}}=[3[7]] · *  | {\displaystyle {\tilde {B}}_{6}}=[4,33,31,1] ·   | {\displaystyle {\tilde {C}}_{6}}=[4,34,4] ·   | {\displaystyle {\tilde {D}}_{6}}=[31,1,32,31,1] ·                                     | {\displaystyle {\tilde {E}}_{6}}=[32,2,2] ·                                                 |
| 8     | {\displaystyle {\tilde {A}}_{7}}=[3[8]] · *  | {\displaystyle {\tilde {B}}_{7}}=[4,34,31,1] · * | {\displaystyle {\tilde {C}}_{7}}=[4,35,4] ·   | {\displaystyle {\tilde {D}}_{7}}=[31,1,33,31,1] · *                                   | {\displaystyle {\tilde {E}}_{7}}=[33,3,1] · *                                               |
| 9     | {\displaystyle {\tilde {A}}_{8}}=[3[9]] · *  | {\displaystyle {\tilde {B}}_{8}}=[4,35,31,1] ·   | {\displaystyle {\tilde {C}}_{8}}=[4,36,4] ·   | {\displaystyle {\tilde {D}}_{8}}=[31,1,34,31,1] ·                                     | {\displaystyle {\tilde {E}}_{8}}=[35,2,1] · *                                               |
| 10    | {\displaystyle {\tilde {A}}_{9}}=[3[10]] · * | {\displaystyle {\tilde {B}}_{9}}=[4,36,31,1] ·   | {\displaystyle {\tilde {C}}_{9}}=[4,37,4] ·   | {\displaystyle {\tilde {D}}_{9}}=[31,1,35,31,1] ·                                     |                                                                                             |
| 11    | ...                                          | ...                                              | ...                                           | ...                                                                                   |                                                                                             |

## Folding
| φA : AΓ --> AΓ' per tipi finiti    | φA : AΓ --> AΓ' per tipi finiti                                       | φA : AΓ --> AΓ' per tipi finiti | φA : AΓ --> AΓ' per tipi finiti |
| Γ                                  | Γ'                                                                    | Descrizione del ripiegamento    | Diagrammi di Coxeter-Dynkin     |
| ---------------------------------- | --------------------------------------------------------------------- | ------------------------------- | ------------------------------- |
| I2(h)                              | Γ(h)                                                                  | Ripiegamento diedrale           |                                 |
| Bn                                 | A2n                                                                   | (I,sn)                          |                                 |
| Bn                                 | Dn+1, A2n-1                                                           | (A3,+/-ε)                       |                                 |
| F4                                 | E6                                                                    | (A3,±ε)                         |                                 |
| H4                                 | E8                                                                    | (A4,±ε)                         |                                 |
| H3                                 | D6                                                                    | (A4,±ε)                         |                                 |
| H2                                 | A4                                                                    | (A4,±ε)                         |                                 |
| G2                                 | A5                                                                    | (A5,±ε)                         |                                 |
| G2                                 | D4                                                                    | (D4,±ε)                         |                                 |
| φ: AΓ+ --> AΓ'+ per tipi affini    |                                                                       |                                 |                                 |
| {\displaystyle {\tilde {A}}_{n-1}} | {\displaystyle {\tilde {A}}_{kn-1}}                                   | Localmente banale               |                                 |
| {\displaystyle {\tilde {B}}_{n}}   | {\displaystyle {\tilde {D}}_{2n+1}}                                   | (I,sn)                          |                                 |
| {\displaystyle {\tilde {B}}_{n}}   | {\displaystyle {\tilde {D}}_{n+1}}, {\displaystyle {\tilde {D}}_{2n}} | (A3,±ε)                         |                                 |
| {\displaystyle {\tilde {C}}_{n}}   | {\displaystyle {\tilde {B}}_{n+1}}, {\displaystyle {\tilde {C}}_{2n}} | (A3,±ε)                         |                                 |
| {\displaystyle {\tilde {C}}_{n}}   | {\displaystyle {\tilde {C}}_{2n+1}}                                   | (I,sn)                          |                                 |
| {\displaystyle {\tilde {C}}_{n}}   | {\displaystyle {\tilde {A}}_{2n+1}}                                   | (I,sn) & (I,s0)                 |                                 |
| {\displaystyle {\tilde {C}}_{n}}   | {\displaystyle {\tilde {A}}_{2n}}                                     | (A3,ε) & (I,s0)                 |                                 |
| {\displaystyle {\tilde {C}}_{n}}   | {\displaystyle {\tilde {A}}_{2n-1}}                                   | (A3,ε) & (A3,ε')                |                                 |
| {\displaystyle {\tilde {C}}_{n}}   | {\displaystyle {\tilde {D}}_{n+2}}                                    | (A3,-ε) & (A3,-ε')              |                                 |
| {\displaystyle {\tilde {C}}_{2}}   | {\displaystyle {\tilde {D}}_{5}}                                      | (I,s1)                          |                                 |
| {\displaystyle {\tilde {F}}_{4}}   | {\displaystyle {\tilde {E}}_{6}}, {\displaystyle {\tilde {E}}_{7}}    | (A3,±ε)                         |                                 |
| {\displaystyle {\tilde {G}}_{2}}   | {\displaystyle {\tilde {D}}_{6}}, {\displaystyle {\tilde {E}}_{7}}    | (A5,±ε)                         |                                 |
| {\displaystyle {\tilde {G}}_{2}}   | {\displaystyle {\tilde {B}}_{3}}, {\displaystyle {\tilde {F}}_{4}}    | (B3,±ε)                         |                                 |
| {\displaystyle {\tilde {G}}_{2}}   | {\displaystyle {\tilde {D}}_{4}}, {\displaystyle {\tilde {E}}_{6}}    | (D4,±ε)                         |                                 |

Un diagramma di Coxeter-Dynkin semplicemente connesso, sia esso relativo a un gruppo finito, affine o iperbolico, dotato di una simmetria, può essere trasformato in un nuovo diagramma solitamente multiconnesso, attraverso un processo chiamato "folding", letteralmente "ripiegamento".
Per esempio, nel folding da D4 su G2, il bordo in G2 punta dalla classe dei 3 nodi esterni di ordine 1, al nodo centrale di ordine 3.
Geometricamente, questo corrisponde alla proiezione ortogonale di politopi e tassellature uniformi. In particolare, qualsiasi diagramma di Coxeter-Dynkin può essere "ripiegato" su I2(h), dove h è il numero di Coxeter, che geometricamente corrisponde a una proiezione sul piano di Coxeter.
| Alcuni piegamenti iperbolici |